# معركة فالكيرك
مَعْرَكة فَالكِيركْ ، دَارَتْ رَحَاها يَومْ 22 يوليو 1298، واحدة من المعارك الرئيسية في حرب الاستقلال الاسكتلندية الأولى. بَينَ الإنجليز بقيادة الملك إدوارد الأول ملك إنجلترا والاسكتلنديين بقيادة ويليام والاس. أنتهت المَعركة بنَصر إنجليزي حاسم، بعد وقت قصير من المعركة استقال والاس من دور كوصي على اسكتلندا وخَلفه روبرت بروس.

## خلفية
بعد مَعْرَكة جِسْر ستِيرليِنغ، من نوفمبر 1297 حتى يناير 1298، قاد والاس جيشًا اسكتلنديًا جنوبيًا. من نيوكاسل إلى كارلايل، داهم الأسكتلنديون الريف، وأعادوا الغنائم. علم الملك إدوارد بهزيمة جيشه الشمالي في معركة جسر ستيرلينغ. بعد إبرام هدنة مع الملك فيليب الرابع ملك فرنسا في أكتوبر 1297، عاد إلى إنجلترا في 14 مارس 1298 لمواصلة التنظيم المستمر للجيش لغزوه الثاني لاسكتلندا والذي كان قيد الإعداد منذ أواخر عام 1297. كخطوة أولية، نقل مركز الحكومة إلى يورك، حيث كان من المقرر أن يبقى لمدة ست سنوات مقبلة. عقد مجلس حرب في المدينة في أبريل لوضع اللمسات الأخيرة على تفاصيل الغزو. تم استدعاء جميع الأباطرة الاسكتلنديين للحضور، وعندما لم يظهر أي منهم، أعلن أنهم جميعًا خونة. ثم أمر إدوارد جيشه بالتجمع في روكسبيرج في 25 يونيو. أحصت القوة 2000 خَيال مدرع وحوالي 12000 مشاة يتلقون رواتب، على الرغم من ذلك، بعد أسلوب جيوش العصور الوسطى، كان هناك الكثير ممن يخدمون بدون أجر إما كإعلان عن الاستقلال الشخصي، وإعفاء العرش من الديون، والعفو الجنائي. أو لمجرد المغامرة،  بما في ذلك 10900 من الويلزيين. يقدر ستيوارت ريد (مؤرخ) قوة إدوارد بـ 214 فارسًا بـ 900 جندي، و 1000 من سلاح الخَيالة قدمهم إيرلز، و 500 من المرتزقة، و 2000 من رماة السهام مع رجال من الرسوم الإقطاعية لانكشاير وتشيشاير، و 10500 من الويلزيين، على الرغم من أن عدد المشاة قد بلغ 8000 فقط.
غادر إدوارد روكسبيرغ في 3 يوليو ووصل إلى كيركليستون في غضون أسبوعين، حيث كان ينتظر وصول الإمدادات المتوقعة على طول الموانئ الساحلية، متأخرة بسبب الطقس. في غضون ذلك، تعامل إدوارد مع تمرد ويلز. أخيرًا، في 20 يوليو، تقدم إدوارد، ووصل إلى لينليثجو في 21 يوليو. كان إدوارد على وشك السقوط مرة أخرى في إدنبرة، عندما تلقى معلومات استخبارية كان الاسكتلنديون في توروود، بالقرب من فالكيرك، على استعداد لمضايقة انسحابه. وبحسب ما ورد قال إدوارد إنه «لن يزعجهم في البحث عني»، ووضع جيشه جنوب فالكيرك في صباح يوم 22. أراد إدوارد أن يصنع معسكرًا ويطعم رجاله أثناء انتظار المشاة للحاق بسلاح الخَيالة. مع ذلك، فضل قادة سلاح الخَيالة هجومًا فوريًا.
يحسب ستيوارت ريد أن الاسكتلنديين كان تَجهيز أربعة من تَشكيلة الشيلترون بحوالي 1000 رجل لكل منهم، بالإضافة إلى الخَيالة والرماة. كان هؤلاء الرجال قد أتوا من مناطق حكم فايف، كينروس، ميدلوثيان، هادينجتون، ستيرلنغ، لينليثغو، لانارك، ميرس وتيفيوتديل. مع ذلك، من المفترض أن والاس قَد قال، «لقد استمتعت بالحنكة.» كانت القوات الغائبة هي التي كانت تحت قيادة كومينز وروبرت بروس. كما غاب أندرو موراي، المنتصر المشارك مع والاس في مَعْرَكة جِسْر ستِيرليِنغ، بعد أن أصيب بجروح قاتلة في تلك المعركة. كان موراي هو من استخدم تَشكيلة الشيلترون بِشَكل هجومي.

## المَعركة

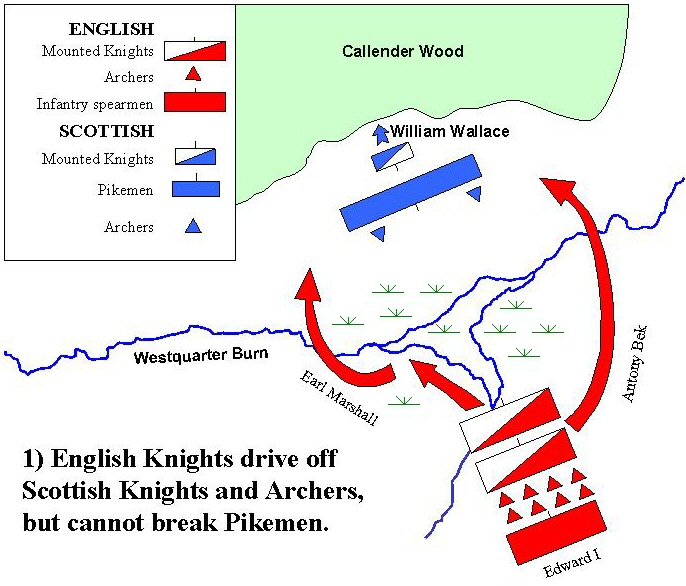
الخَيالة الأنجليز يَدفعون الخَيالة والرماة الأسكتلنديين ولكن لم يستَطيعو اختراق ضفوف حاملو الرماح.
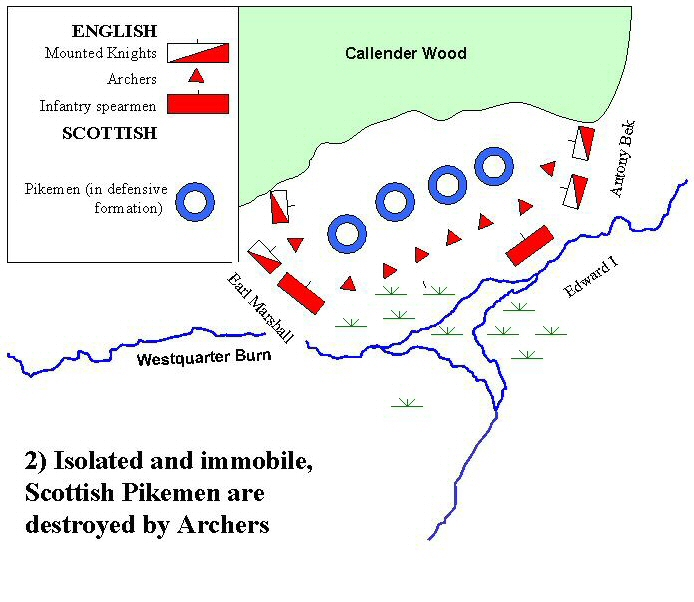
مُحاصَرون ومُتعبون، قُتل حاملو الرماح الأسكتلنديين واحداً تل والاخر بواسطة الرماة الانجليز.

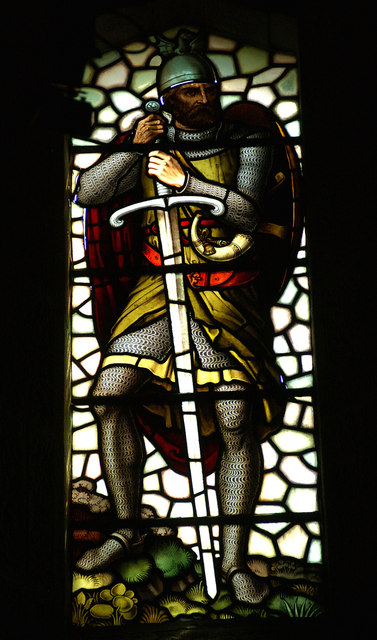
ويليام والاس

موقع المعركة غير مؤكد. كانت هناك ثلاثة مواقع مقترحة: في كامبفيلد، حول سنترال ريتيل بارك الحديث، وفي مومريلز، موقع الحصن الأنطوني. تم ترتيب الجيش الإسكتلندي، مرة أخرى بشكل رئيسي من حاملو الرماح كما في مَعْرَكة جِسْر ستِيرليِنغ، في تَشكيلة مُتمثلة بأربعة كتائب كبيرة تعرف باسم شيلترون (تَشبه إلى حد كبير التشكيلة السلامية). أعطت الحِراب الطويلة التشكيلات مظهرًا مخيفاً بدا غير قابل للاختراق، بينما امتلأت الفجوات بين التَشكيلات بالرماة، مع 500 خَيال في الخلف.
في يوم الثلاثاء 22 يوليو، تقدم سلاح الخَيالة الإنجليزي، مقسمًا إلى أربع فَصائل في صفوف. تحركت الطليعة، بقيادة إيرل لينكولن، إلى اليسار لتجنب منطقة المستنقعات، تليها فَصيلة إيرل ساري ثُم فَصيلة أنتوني بيك، أسقف دورهام، تليها فَصيلة الملك إدوارد الأول، تحركت حول منطقة المستنقعات إلى اليمين، باتجاه الجناح الأيسر الإسكتلندي. دفعت فَصيلة لينكولن وبيك الخَيالة الاسكتلنديين ألى الانسحاب.
صمد الرماة الأسكتلنديون بقيادة السير جون ستيوارت، ولكن تم اجتياحهم من قبل سلاح الخَيالة الإنجليزي. ومع ذلك، كذلك صمدت تَشكيلة الشيلترون، مع كون تأثير سِلاح الخَيالة قليلاً في الغابة الكثيفة التي تَمركز بها حاملو الرماح، وقُتل 111 حصانًا في هذه المحاولة. تراجعت قوات الخَيالة التابعة لإدوارد عند وصول المشاة ورماة السهام.
بدأ رماة القوس والنشاب التابعة لإدوارد تمطر مقذوفات على حاملو الرماح الاسكتلنديين عديمي الخبرة وذوي الدروع الضعيفة. كانت تَشكيلة الشيلترون هدفا سهلا للرماة، لم يكن لديهم دفاع ولا مكان للاختباء. تم تثبيتها في مكانها بواسطة سلاح الخَيالة والمشاة الإنجليز، غير القادرين على التراجع أو الهجوم، خسر الإسكتلنديون المعركة بمجرد أن بدأت السهام الأولى في السقوط. انتظر الإنجليز، هذه المرة مراقبة أوامر الملك، حتى تم إضعاف الصُفوف الاسكتلندية واضطرابها بدرجة كافية للسماح لهم بتفكيك تَشكيلة الشيلترون، ثم هاجم سلاح الخَيالة والمشاة الإنجليز حاملو الرماح الاسكتلنديين، وكسرت تَشكيلة الشيلترون وتفرقوا.

## ما بَعد الواقعة

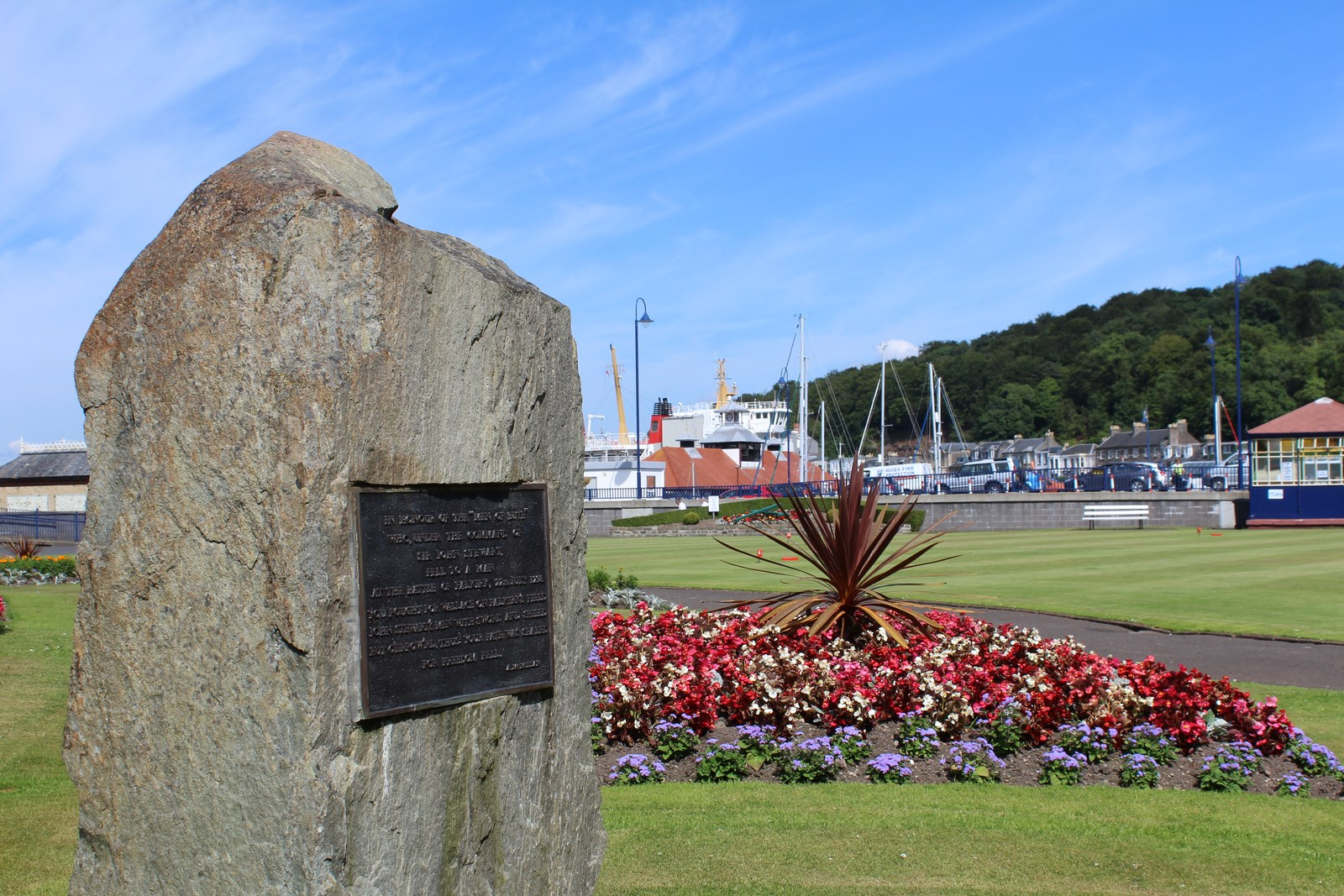
نَصب تذكاري للرجال الّذين سقطوا في معركة فالكيرك ، 22 يوليو 1298.

احتل إدوارد ستيرلنغ وداهم بيرث وسانت أندروز وآيرشاير. ومع ذلك، تراجع إلى كارلايل بحلول 9 سبتمبر. غزا إدوارد أسكتلندا مرة أخرى في صيف عام 1300. لم تكن خسائر مَعْرَكة فَالكِيركْ بين القادة الاسكتلنديين فادحة بشكل خاص، لكنها شملت الرجل الثاني في قيادة والاس، السير جون دي جراهام، وكذلك السير جون ستيوارت. على حد تعبير ريد، «رغم أن والاس بلا شك كان زعيم حزبي جيد، إلا إن قدراته العسكرية لم تكن ببساطة ترقى إلى مستوى مهمة تنظيم وتدريب وقيادة قوة عسكرية تقليدية». في مَعْرَكة فَالكِيركْ، «قام والاس ببساطة بتشكيل جيشه في حقل مفتوح وتجمد».
على حد تعبير المؤرخ إيفان بارون، كان موراي هو من امتلك «عبقرية عسكرية وتدريبات عسكرية»، بينما أمتلكَ والاس صفات «تجعله قائد حرب عصابات عظيم». يمضي بارون في القول، «ما كان يجب محاربة فالكيرك على الإطلاق... بالكاد يُمكن تَصديق أن الدماغ الذي تصور خطة المعركة في فالكيرك هو نفسه الذي تصور الخطة في مَعْرَكة جِسْر ستِيرليِنغ.» على الرغم من استقالة والاس من القيادة والوصاية، إلا أنه ما زال «يمثل بَطل الشعب». ومن هنا جاء تصميم إدوارد الأول على «أسر الرجل الذي كان في حد ذاته تجسيدًا لتلك العداء الشعبي بأي ثمن، والذي كان بالإضافة إلى ذلك، محاربًا ماهرًا وجريئًا وقائدًا فاز بقلوب الناس ومخيلتهم».